# Asparagus dauricus
Asparagus dauricus är en sparrisväxtart som beskrevs av Fisch. och Heinrich Friedrich Link. Asparagus dauricus ingår i släktet sparrisar, och familjen sparrisväxter. Inga underarter finns listade i Catalogue of Life.